# Milano–San Remo
Milano–San Remo (tudi Milano-Sanremo, »pomladna klasika« ali »La Classicissima«) je vsakoletna enodnevna klasična kolesarska dirka med Milanom in Sanremom v Severozahodni Italiji. Z dolžino 298 km je najdaljša profesionalna enodnevna dirka v sodobnem kolesarstvu in tudi prva klasična dirka sezone. Poteka od leta 1907, običajno tretjo soboto v marcu. Tradicionalno je prva od petih klasičnih dirk sezone, znanih kot spomeniki. V času UCI Road World Cup je bila prva dirka serije, ki jo je leta 2005 zamenjal UCI ProTour in 2011 UCI World Tour.
Najuspešnejši kolesar v zgodovini dirke je Eddy Merckx s sedmimi zmagami. Costante Girardengo je v medvojnem obdobju dosegel enajst uvrstitev na stopničke, od tega šest zmag, v sodobni eri pa sta najuspešnejša Erik Zabel s štirimi in Óscar Freire s tremi zmagami. Leta 2022 je prvo zmago za Slovenijo dosegel Matej Mohorič. Dirka velja za edino šprintersko klasiko, ker večinoma poteka po ravnini, v nasprotju z jesensko italijansko klasično Dirko po Lombardiji, ki velja za gorsko.

## Zmagovalci
| Leto    | Zmagovalec           | Drugouvrščeni        | Tretjeuvrščeni       |
| ------- | -------------------- | -------------------- | -------------------- |
| 1907    | Lucien Petit-Breton  | Gustave Garrigou     | Giovanni Gerbi       |
| 1908    | Cyrille Van Hauwaert | Luigi Ganna          | André Pottier        |
| 1909    | Luigi Ganna          | Émile Georget        | Giovanni Cuniolo     |
| 1910    | Eugène Christophe    | Giovanni Cocchi      | Giovanni Marchese    |
| 1911    | Gustave Garrigou     | Louis Trousselier    | Luigi Ganna          |
| 1912    | Henri Pélissier      | Gustave Garrigou     | Jules Masselis       |
| 1913    | Odile Defraye        | Louis Mottiat        | Ezio Corlaita        |
| 1914    | Ugo Agostoni         | Carlo Galetti        | Charles Crupelandt   |
| 1915    | Ezio Corlaita        | Luigi Lucotti        | Angelo Gremo         |
| 1916    | prva svetovna vojna  | prva svetovna vojna  | prva svetovna vojna  |
| 1917    | Gaetano Belloni      | Costante Girardengo  | Angelo Gremo         |
| 1918    | Costante Girardengo  | Gaetano Belloni      | Ugo Agostoni         |
| 1919    | Angelo Gremo         | Costante Girardengo  | Giuseppe Olivieri    |
| 1920    | Gaetano Belloni      | Henri Pélissier      | Costante Girardengo  |
| 1921    | Costante Girardengo  | Giovanni Brunero     | Giuseppe Azzini      |
| 1922    | Giovanni Brunero     | Costante Girardengo  | Bartolomeo Aymo      |
| 1923    | Costante Girardengo  | Gaetano Belloni      | Giuseppe Azzini      |
| 1924    | Pietro Linari        | Gaetano Belloni      | Costante Girardengo  |
| 1925    | Costante Girardengo  | Giovanni Brunero     | Pietro Linari        |
| 1926    | Costante Girardengo  | Nello Ciaccheri      | Egidio Picchiottino  |
| 1927    | Pietro Chesi         | Alfredo Binda        | Domenico Piemontesi  |
| 1928    | Costante Girardengo  | Alfredo Binda        | Giovanni Brunero     |
| 1929    | Alfredo Binda        | Leonida Frascarelli  | Pio Caimmi           |
| 1930    | Michele Mara         | Pio Caimmi           | Domenico Piemontesi  |
| 1931    | Alfredo Binda        | Learco Guerra        | Domenico Piemontesi  |
| 1932    | Alfredo Bovet        | Alfredo Binda        | Michele Mara         |
| 1933    | Learco Guerra        | Alfredo Bovet        | Pietro Rimoldi       |
| 1934    | Jef Demuysere        | Giovanni Cazzulani   | Francesco Camusso    |
| 1935    | Giuseppe Olmo        | Learco Guerra        | Mario Cipriani       |
| 1936    | Angelo Varetto       | Carlo Romanatti      | Olimpio Bizzi        |
| 1937    | Cesare Del Cancia    | Pierino Favalli      | Marco Cimatti        |
| 1938    | Giuseppe Olmo        | Pierino Favalli      | Alfredo Bovet        |
| 1939    | Gino Bartali         | Aldo Bini            | Osvaldo Bailo        |
| 1940    | Gino Bartali         | Pietro Rimoldi       | Aldo Bini            |
| 1941    | Pierino Favalli      | Mario Ricci          | Pietro Chiappini     |
| 1942    | Adolfo Leoni         | Antonio Bevilacqua   | Pierino Favalli      |
| 1943    | Cino Cinelli         | Glauco Servadei      | Quirino Toccacelli   |
| 1944-45 | druga svetovna vojna | druga svetovna vojna | druga svetovna vojna |
| 1946    | Fausto Coppi         | Lucien Teisseire     | Mario Ricci          |
| 1947    | Gino Bartali         | Ezio Cecchi          | Sergio Maggini       |
| 1948    | Fausto Coppi         | Vittorio Rossello    | Fermo Camellini      |
| 1949    | Fausto Coppi         | Vito Ortelli         | Fiorenzo Magni       |
| 1950    | Gino Bartali         | Nedo Logli           | Oreste Conte         |
| 1951    | Louison Bobet        | Pierre Barbotin      | Loretto Petrucci     |
| 1952    | Loretto Petrucci     | Giuseppe Minardi     | Serge Blusson        |
| 1953    | Loretto Petrucci     | Giuseppe Minardi     | Valère Ollivier      |
| 1954    | Rik Van Steenbergen  | Francis Anastasi     | Giuseppe Favero      |
| 1955    | Germain Derycke      | Bernard Gauthier     | Jean Bobet           |
| 1956    | Fred De Bruyne       | Fiorenzo Magni       | Joseph Planckaert    |
| 1957    | Miguel Poblet        | Fred De Bruyne       | Brian Robinson       |
| 1958    | Rik Van Looy         | Miguel Poblet        | André Darrigade      |
| 1959    | Miguel Poblet        | Rik Van Steenbergen  | Léon Van Daele       |
| 1960    | René Privat          | Jean Graczyk         | Yvo Molenaers        |
| 1961    | Raymond Poulidor     | Rik Van Looy         | Rino Benedetti       |
| 1962    | Emile Daems          | Yvo Molenaers        | Louis Proost         |
| 1963    | Joseph Groussard     | Rolf Wolfshohl       | Willy Schroeders     |
| 1964    | Tom Simpson          | Raymond Poulidor     | Willy Bocklant       |
| 1965    | Arie den Hartog      | Vittorio Adorni      | Franco Balmamion     |
| 1966    | Eddy Merckx          | Adriano Durante      | Herman Van Springel  |
| 1967    | Eddy Merckx          | Gianni Motta         | Franco Bitossi       |
| 1968    | Rudi Altig           | Charly Grosskost     | Adriano Durante      |
| 1969    | Eddy Merckx          | Roger De Vlaeminck   | Marino Basso         |
| 1970    | Michele Dancelli     | Gerben Karstens      | Eric Leman           |
| 1971    | Eddy Merckx          | Felice Gimondi       | Gösta Pettersson     |
| 1972    | Eddy Merckx          | Gianni Motta         | Marino Basso         |
| 1973    | Roger De Vlaeminck   | Wilmo Francioni      | Felice Gimondi       |
| 1974    | Felice Gimondi       | Eric Leman           | Roger De Vlaeminck   |
| 1975    | Eddy Merckx          | Francesco Moser      | Guy Sibille          |
| 1976    | Eddy Merckx          | Wladimiro Panizza    | Michel Laurent       |
| 1977    | Jan Raas             | Roger De Vlaeminck   | Wilfried Wesemael    |
| 1978    | Roger De Vlaeminck   | Giuseppe Saronni     | Alessio Antonini     |
| 1979    | Roger De Vlaeminck   | Giuseppe Saronni     | Knut Knudsen         |
| 1980    | Pierino Gavazzi      | Giuseppe Saronni     | Jan Raas             |
| 1981    | Alfons De Wolf       | Roger De Vlaeminck   | Jacques Bossis       |
| 1982    | Marc Gomez           | Alain Bondue         | Moreno Argentin      |
| 1983    | Giuseppe Saronni     | Guido Bontempi       | Jan Raas             |
| 1984    | Francesco Moser      | Sean Kelly           | Eric Vanderaerden    |
| 1985    | Hennie Kuiper        | Teun van Vliet       | Silvano Riccò        |
| 1986    | Sean Kelly           | Greg LeMond          | Mario Beccia         |
| 1987    | Erich Mächler        | Eric Vanderaerden    | Guido Bontempi       |
| 1988    | Laurent Fignon       | Maurizio Fondriest   | Steven Rooks         |
| 1989    | Laurent Fignon       | Frans Maassen        | Adriano Baffi        |
| 1990    | Gianni Bugno         | Rolf Gölz            | Gilles Delion        |
| 1991    | Claudio Chiappucci   | Rolf Sørensen        | Eric Vanderaerden    |
| 1992    | Sean Kelly           | Moreno Argentin      | Johan Museeuw        |
| 1993    | Maurizio Fondriest   | Luca Gelfi           | Maximilian Sciandri  |
| 1994    | Giorgio Furlan       | Mario Cipollini      | Adriano Baffi        |
| 1995    | Laurent Jalabert     | Maurizio Fondriest   | Stefano Zanini       |
| 1996    | Gabriele Colombo     | Oleksandr Gončenkov  | Michele Coppolillo   |
| 1997    | Erik Zabel           | Alberto Elli         | Biagio Conte         |
| 1998    | Erik Zabel           | Emmanuel Magnien     | Frédéric Moncassin   |
| 1999    | Andrej Čmil          | Erik Zabel           | Zbigniew Spruch      |
| 2000    | Erik Zabel           | Fabio Baldato        | Óscar Freire         |
| 2001    | Erik Zabel           | Mario Cipollini      | Romāns Vainšteins    |
| 2002    | Mario Cipollini      | Fred Rodriguez       | Markus Zberg         |
| 2003    | Paolo Bettini        | Mirko Celestino      | Luca Paolini         |
| 2004    | Óscar Freire         | Erik Zabel           | Stuart O'Grady       |
| 2005    | Alessandro Petacchi  | Danilo Hondo         | Thor Hushovd         |
| 2006    | Filippo Pozzato      | Alessandro Petacchi  | Luca Paolini         |
| 2007    | Óscar Freire         | Allan Davis          | Tom Boonen           |
| 2008    | Fabian Cancellara    | Filippo Pozzato      | Philippe Gilbert     |
| 2009    | Mark Cavendish       | Heinrich Haussler    | Thor Hushovd         |
| 2010    | Óscar Freire         | Tom Boonen           | Alessandro Petacchi  |
| 2011    | Matthew Goss         | Fabian Cancellara    | Philippe Gilbert     |
| 2012    | Simon Gerrans        | Fabian Cancellara    | Vincenzo Nibali      |
| 2013    | Gerald Ciolek        | Peter Sagan          | Fabian Cancellara    |
| 2014    | Alexander Kristoff   | Fabian Cancellara    | Ben Swift            |
| 2015    | John Degenkolb       | Alexander Kristoff   | Michael Matthews     |
| 2016    | Arnaud Démare        | Ben Swift            | Jürgen Roelandts     |
| 2017    | Michał Kwiatkowski   | Peter Sagan          | Julian Alaphilippe   |
| 2018    | Vincenzo Nibali      | Caleb Ewan           | Arnaud Démare        |
| 2019    | Julian Alaphilippe   | Oliver Naesen        | Michał Kwiatkowski   |
| 2020    | Wout Van Aert        | Julian Alaphilippe   | Michael Matthews     |
| 2021    | Jasper Stuyven       | Caleb Ewan           | Wout Van Aert        |
| 2022    | Matej Mohorič        | Anthony Turgis       | Mathieu van der Poel |
| 2023    | Mathieu van der Poel | Filippo Ganna        | Wout van Aert        |
| 2024    | Jasper Philipsen     | Michael Matthews     | Tadej Pogačar        |
| 2025    | Mathieu van der Poel | Filippo Ganna        | Tadej Pogačar        |